# جو أوسوليفان
جو أوسوليفان (بالإنجليزية: Joe O'Sullivan)‏ هو لاعب كرة القدم الغالية أيرلندي، ولد في 1936 في Beara Peninsula ‏ في جمهورية أيرلندا.